# Зебниц (река)
Зебниц (чеш. Sebnice, чеш. Vilémovský potok, нем. Sebnitz) — река в Чехии (Устецкий край) и Германии (Саксония), её водный индекс в Германии — 537122. Общая длина реки 30,5 км, площадь водосборного бассейна — 162 км². Впадает в Лаксбах с левой стороны.